# Rio Sarasvati

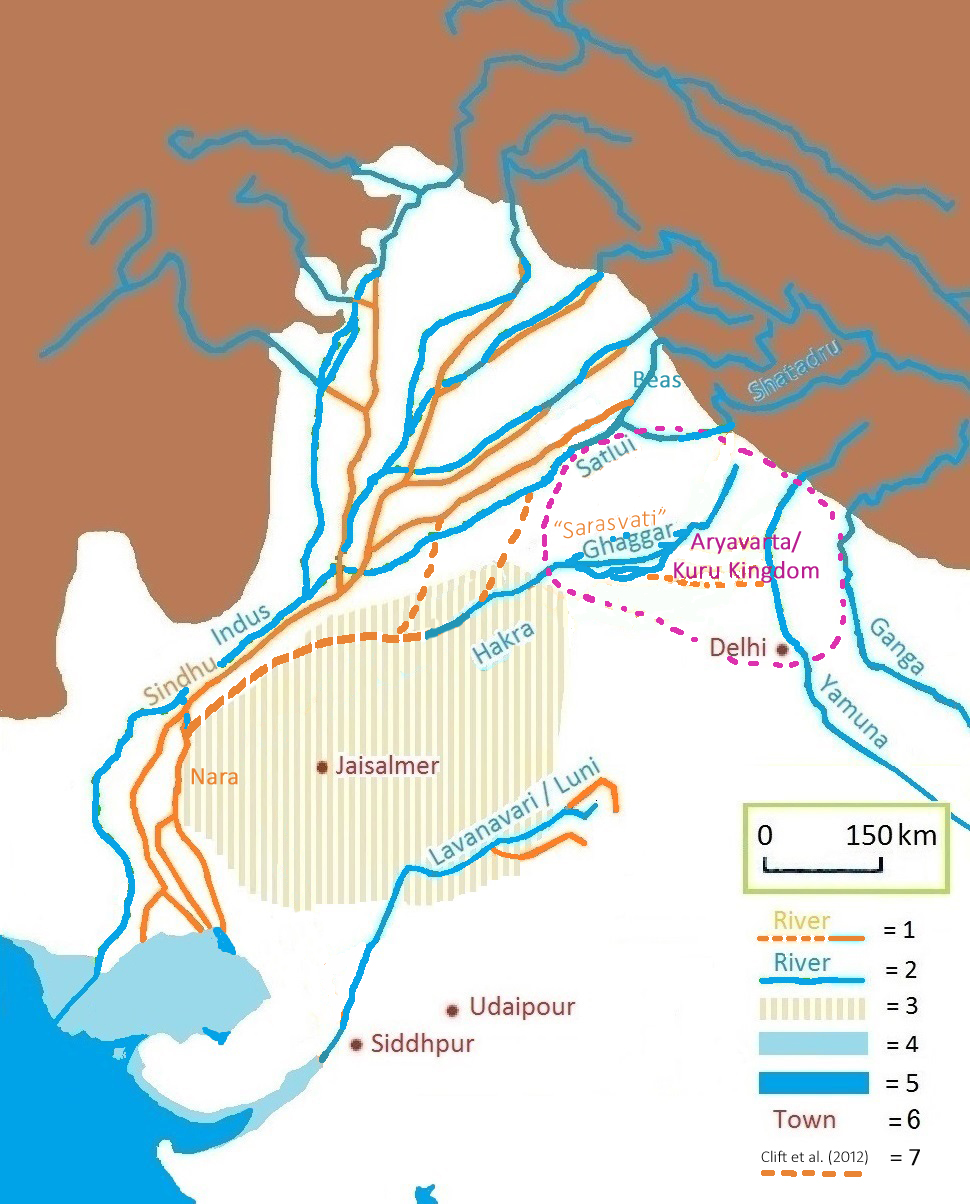
Curso do rio Gagar-Hacra védico e atual como proposto por Clift et al. (2012) e Khonde et al. (2017)

O rio Sarasvati é um rio deificado mencionado no Rigueveda e em textos védicos e pós-védicos posteriores. Ele desempenhou um papel importante na religião védica, aparecendo em todos, exceto no quarto livro do Rigueveda. Como um rio físico, nos textos mais antigos do Rigueveda ele é descrita como um "grande e sagrado rio no noroeste da Índia", mas nos livros intermediários e tardios do Rigueveda ele é descrito como um pequeno rio que termina em "um lago terminal (samudra)." Assim como a deusa Sarasvati, a outra referência para o termo "Sarasvati" que se desenvolveu em uma identidade independente nos tempos pós-védicos, o rio  também é descrito como uma entidade poderosa. O Sarasvati também é considerado pelos hindus como existindo em uma forma metafísica, na qual formou uma confluência com os rios sagrados Ganges e Yamuna, no Triveni Sangam. De acordo como indologista estadunidense Michael Witzel, sobreposto ao rio védico Sarasvati está o rio celestial Via Láctea, que é visto como "uma estrada para a imortalidade e vida celestial após a morte".
Textos rigvédicos e posteriores védicos têm sido usados para propor uma identificação com os rios atuais, ou leitos de rios antigos. O hino Nadistuti no Rigueveda (10.75) menciona o Sarasvati entre o Yamuna no leste e o Sutlej no oeste, enquanto RV 7 .95.1-2 descreve o Sarasvati fluindo para o "samudra", uma palavra agora geralmente traduzida como 'oceano', mas que também pode significar "lago". Textos védicos posteriores, como o Tandya Brahmana e o Jaiminiya Brahmana, bem como o Mahabharata, mencionam que o Sarasvati secou no deserto.
A civilização do Vale do Indo declinou em comunidades agrícolas menores há cerca de 4 mil anos, quando o Gagar-Hacra secou devido ao recuo das monções. Chatterjee et al. (2019) Mas, os primeiros Riguevedas foram compostos apenas por volta da segunda metade do segundo milênio a.C.; logo os cronogramas hidrogeológicos não correspondem.} Pesquisas recentes indicam que os paleocanais de Gagar-Hacra são do antigo Sutlez (abandonado cerca de 10.000-8.000 anos atrás, deixando Gagar-Hacra alimentado pela chuva) e as descrições do Sarasvati também não se encaixam no curso ou linha do tempo hidrográfica do Gagar-Hacra.
"Sarasvati" também foi identificado com o rio Helmande ou Haraxvati no sul do Afeganistão, cujo nome pode ter sido reutilizado em sua forma sânscrita como o nome do rio Gagar-Hacra, depois que as tribos védicas se mudaram para o Punjabe. O Sarasvati do Rigueveda também pode se referir a dois rios distintos, com os livros de família se referindo ao rio Helmand e a 10ª mandala mais recente referindo-se ao Gagar-Hacra. A identificação com o sistema Gagar-Hacra assumiu um novo significado no início do século XXI, com alguns sugerindo uma datação anterior do Rig Veda; renomeando a Civilização do Vale do Indo como a "cultura Sarasvati", sugerindo que as civilizações do Vale do Indo e védica podem ser equiparadas; e rejeitando a teoria das migrações indo-arianas, que postula um período extenso de migrações de pessoas que falam indo-europeu para o sul da Ásia entre ca. 1900 e 1400 a.C..